# Бабаев, Беркали
Беркали Бабаев (туркм. Беркалы Бабаев, 1916 год — 1981 год) — бригадир Красноводской дистанции пути Среднеазиатской железной дороги, Красноводская область, Туркменская ССР. Герой Социалистического Труда (1974).

## Биография
Родился на станции Джебел Красноводского уезда.
Трудовую деятельность начал в 1936 году в ремонтной мастерской станции Небитдаг. С 1940 года трудился ремонтником на железнодорожной линии Небитдаг — Вышка Красноводской дистанции пути Среднеазиатской железной дороги. Позднее был назначен бригадиром.
Бригада Беркали Бабаева досрочно выполнила задания и социалистические обязательства девятой пятилетки. Указом Президиума Верховного Совета СССР от 16 января 1974 года «за выдающиеся успехи в выполнении и перевыполнении планов 1973 года и принятых социалистических обязательств» удостоен звания Героя Социалистического Труда с вручением ордена Ленина и золотой медали «Серп и Молот».
С 1977 года - персональный пенсионер союзного значения.
Скончался 11 февраля 1981 года в Красноводске.